# La Danse du feu
La Danse du feu és una pel·lícula tunisiana de Selma Baccar, estrenada el 1995. Relata els últims anys de la cantant tunisiana Habiba Msika.

## Argument
Una dona lliure i artista polivalent, Habiba Msika és una de les estrelles més brillants del seu temps: la dècada de 1920. Inspirada en la vida real de l'artista, la pel·lícula evoca els seus últims tres anys a partir de 1927. Al ritme pels trastorns d'una època canviant, aquesta etapa tumultuosa de la vida d'Habiba Msika està marcada amb el ferro vermell de l'amor que li dediquen Mimouni, un ric terratinent i Chedly, un jove poeta de bona família.
A Berlín, durant una gira triomfal, va conèixer l'estrella de la música oriental, l'iraquià Baghdadi, i es va introduir a la vida parisenca amb Pierre, el dandi amb un encant inquietant. De tornada a Tunis, la vida d'Habiba es deixa portar pel remolí frenètic d'èxits, controvèrsies i passions frustrades fins a la tragèdia final de la seva mort.

## Repartiment
- Souad Amidou : Habiba Msika
- Féodor Atkine : Pierre
- Nejib Belkadhi : Mimouni
- Raouf Ben Amor
- Lara Chaouachi : Taja
- Paulette Dubost
- Jamil Joudi
- Samia Rhaiem